# Іларія Кузінато
Іларія Кузінато (італ. Ilaria Cusinato; нар. 5 жовтня 1999) — італійська плавчиня.
Призерка Чемпіонату Європи з водних видів спорту 2018 року.
Призерка Чемпіонату Європи з плавання на короткій воді 2017, 2019 років.